# Cruzada en jeans
Cruzada en Jeans es una novela de aventuras ambientada en la Edad Media, escrita por Thea Beckman en 1973, que relata las aventuras y desgracias de la cruzada infantil de 1212 desde la llegada de Rudolf Hefting, un muchacho del siglo XX, que fue transportado por el Dr. Simiak.

## Resumen
Rudolf Hefting, un joven del siglo XX, conoce el nuevo invento del Dr. Simiak (amigo de su padre); una máquina del tiempo, la cual decide probar. Aunque al principio se niega, el Dr. Simiak acepta y lo teletransporta al año 1212, durante la Edad Media. Una vez ahí, presencia a un muchacho peleando contra dos bandidos. Decide ayudarlo, y este, agradecido, lo invita a almorzar con él. Conversando con este, se entera de que su nombre era Leonardo Fibonacci, un estudiante proveniente de Pisa que iba hacia Bolonia para concluir sus estudios, y que este tenía un profundo interés por las matemáticas.  Siguiendo las instrucciones de Simiak, Dolf se dirige hacia el lugar acordado para su teletransportación de regreso, pero queda sorprendido cuando contempla a una multitud de niños. Sin embargo, no logra regresar al presente. Se entera por medio de Leonardo que esos niños son participantes de una cruzada para capturar Jerusalén y expulsar a los sarracenos. Entonces, Dolf y Leonardo deciden acompañarlos.
Se dirigen a Espira, sin embargo, los habitantes les niegan el acceso, por el temor a que saquearan sus bienes. Por ello, los niños deciden montar un campamento a las afueras de la ciudad. Dolf y Leonardo deciden dormir con ellos. Durante la noche, estalló una fuerte tormenta. Un relámpago cae sobre una iglesia e inicia un incendio en la ciudad. Con dificultad, los habitantes consiguen apagar el incendio. Al día siguiente, una vez finalizada la tormenta, los habitantes, creyendo que fue un castigo divino por negar el paso a los niños. Dolf conoce a una niña parte de la cruzada, llamada María, proveniente de Colonia. Finalmente les permiten la entrada a Espira. Dolf, decide acompañar y ayudar a los niños en su travesía. María le cuenta que se habían unido a la cruzada después de haber sido convencidos por Nicolás, un muchacho que supuestamente le había sido revelada la verdad divina, y que había recibido la orden de Dios de formar un ejército infantil para marchar hacia Tierra Santa, supuestamente, Nicolás haría el milagro de dividir las aguas para que los niños pudieran atravesar el Mar Mediterráneo. 
Dolf también conoce a Dom Anselmus y Dom Augustus, dos frailes que acompañaban siempre a Nicolás. Dolf comienza a conocer mejor a los demás niños, entre ellos a Carolous, un joven de origen noble. Ahí sugiere mejorar su organización creando grupos con una tarea determinada para cada uno (como cazadores, pescadores, enfermería, etc.). Llegan hasta Rottweil, donde, sin embargo, no les permiten pasar, aunque acceden a cuidar de los enfermos. Ahí, encarga a un panadero, Gardulfo, 800 hogazas de pan para los niños de la cruzada. Aunque al principio se niega, accede al recibir la ayuda de Frank y Dolf. Mientras tanto, un brote de fiebre escarlata afecta a los niños, por lo que Dolf comienza a organizar un aislamiento de los enfermos para detener su propagación. También conoce a otro fraile, llamado Dom Thaddeus, quien ayuda a Dolf a cuidar de los niños enfermos. 
Tiempo después, Augustus y Anselmus enferman del estómago, por lo que Dolf se ofrece para cuidarlos. Aunque en un inicio Dolf cree que se trata de cólera, Leonardo le revela que en realidad los había envenenado para provocarles dolor de estómago por unos días, de manera que se tardaran en reanudar el viaje. Poco antes de llegar a los montes de Karwendel, Dolf ordena reunir provisiones a los niños. Sin embargo, tiene desacuerdos nuevamente con Anselmus y Nicolás, quienes lo acusan de ser un hereje, con base en su extraño comportamiento, pero este menciona ocasiones en las que ha ayudado al grupo de niños, por lo que muchos de estos lo defienden. Por otro lado, Dolf sospecha de que tanto Agustus como Anselmus son impostores, y no realmente frailes. Entonces Anselmus decide celebrar a un juicio acusando a Dolf de herejía. Durante el juicio, con apoyo de sus amigos y de Dom Thaddeus, consigue ser considerado inocente por todos, incluido Nicolás. Posteriormente, cruzan la cordillera de los Alpes.
Al día siguiente, varios niños son capturados por caballeros del conde Romhild de Scharnitz, debido a que los exige como peaje para cruzar el valle. Entonces Dolf ingenia un plan para infiltrarse en el castillo del conde y rescatar a los niños. Disfraza a algunos niños de demonios y fabrica una bomba fétida, engañando exitosamente a los soldados y amenazando al conde para que le entregara a los niños. Su plan funciona exitosamente. Una vez que escapen, permanecen en los alrededores por un tiempo, cuando son atacados por un oso, por lo que Leonardo lo ataca con su garrote y lo logra aullentar, sin embargo, el animal mata a Wilhelm. Llegan hasta Innsbruck, donde permanecen por un tiempo. Tras un largo recorrido, finalmente llegan a la ciudad de Bolzano, en el Valle del Po, Italia. Ahí, se enfrentan a varios campesinos armados y hostiles, y a un incendio que amenaza al campamento. Carolus enferma repentinamente del estómago, y tras examinarlo, Dolf se de cuenta de que padece de miserere (apendicitis, enfemerdad que en aquella época era mortal), por lo que, a pesar de los cuidados, finalmente muere. Los chicos y Dom Thaddeus, muy tristes, organizan su funeral. Dolf comienza a notar una actitud extraña en Dom Augustus, como si este tuviera miedo.
Finalmente, llegan a Génova, pero ahí les niegan estrictamente el acceso a la ciudad, para la frustración de Anselmus. Entonces toman un camino fuera de la ciudad, y llegan hasta el mar. Esa noche, Augustus, decide confesar a Dolf lo que realmente pasaba: Ni él ni Anselmus son frailes, ni Nicolás santo, sino que un simple joven engañado por los supuestos frailes, quienes decidieron hacer esta cruzada. En realidad lo que querían era llevar los niños al mercado negro de esclavos a África del Norte. Le cuenta que él siempre había querido ser fraile, pero lo expulsaron del monasterio, por lo que comenzó a vivir como un vagabundo, y que luego conoció a Anselmus, un delincuente delincuente sin escrúpulos, que convenció a Augustus para asociarse un traficante de esclavos llamado Boglio, y vender a los niños de la cruzada como esclavos. Le cuenta además que él y Anselmus fabricaron falsamente los supuestos milagros que había presenciado Nicolás para supuestamente liderar la cruzada. Augustus está arrepentido de esta decisión, y junto con Dolf intentará evitarlo, pero ninguno de los dos sabe cómo. Dolf decide contarle todo a Leonardo, quien convence al duque del lugar de que las naves no deben abandonar el puerto. Dolf reúne a un grupo de chicos y les explica con todo detalle del fraude de Anselmus, pero de manera que estos puedan entender, y lo llama para que él mismo les explique también. Además, les pide ayuda para evitar un motín en contra de Nicolás, pues les explica que este también ha sido engañado al igual de todos los niños. 
Por fin, llega el esperado día del milagro, y cuando naturalmente Nicolás no consigue separar las aguas del mar, los chicos se enfurecen, y atacan a Nicolás, aunque Dolf los detiene. En ese momento, llega Anselmus y trata de decirle a los niños sobre las naves, pero Dolf lo confronta y le revela que sabía del engaño. Enfurecidos, los niños atacan y matan despiadadamente a Anselmus y a un pirata que iba con él. Tras el combate, los niños discuten sobre qué van a hacer ahora. Nicolás planea seguir la cruzada por el camino real hacia Jerusalén, y algunos de ellos lo deciden seguir, otros deciden regresar a Alemania junto con Dom Augustus, y otros más deciden quedarse finalmente en Génova. Leonardo decide dar a Dolf Una pequeña caja de aluminio que había encontrado una semana antes. Dentro había un mensaje que decía: "Querido Dolf: Si encuentras esto, escribe un mensaje en este mismo papel, vuelve a meterlo en la cajita y colócala exactamente en el mismo lugar en el que la encontraste. ¡No alteres la clave que figura abajo! Recuperaremos la cajita veinticuatro horas después de su llegada. Estamos tratando de localizar tu situación exacta. Dr. Simiak"
No podía devolver la caja porque la encontró hace más de una semana. Decidió continuar la cruzada, pero ahora buscará más cajas como la anterior, y pide ayuda a los niños de la cruzada (Si estos encontrarán la caja debían recordar donde la habían encontrado y pasársela a Dolf)
El tiempo pasa, y ¨Frank encuentra otra caja idéntica a la anterior, cerca de la catedral de Brindisi y en su interior otro un papel en el escribe:
"Estoy en Brindisi. Puede utilizar las coordenadas que figuran en el anverso. Yo estaré en ese
lugar 24 horas después de que usted haya leído esto. No conozco la fecha; pero dicen que es la
Festividad de San Mateo. Hágame volver. Dolf"
Dejó la cajita en el mismo lugar en el que la encontró. Al poco rato, desapareció. Solo él sabía el porqué. Dolf corría para situarse en el sitio concreto donde había quedado con Simiak. Al acercarse más, ve algo: Una procesión pasaba por el sitio en el que él tenía que estar.
Dolf se sitúa en el lugar exacto. La gente lo mira extrañada, y unos frailes intentan apartarlo. En ese momento, cae al suelo. Todo lo ve negro, y se siente extraño.
De repente una mano le agarra por el hombro y una voz familiar le llama. Sin darse cuenta, había regresado a los laboratorios. Por fin estaba en casa, y en su siglo.

## Personajes
- Dolf: Su nombre completo es Rudolf Hefting, nació en Ámsterdam, y con solo 15 años se convierte en el jefe activo de la  cruzada

- Leonardo: Su nombre completo es Leonardo Fibonacci, y nació en Pisa. Es un inteligente estudiante italiano interesado enormemente en los números. Amigo y compañero de Dolf.

- María: era de Colonia salió de colonia 10 días antes de Pentecostés para unirse a la cruzada. Era una niña huérfana de 12 años que toda su vida había vivido por fuera de la murallas mendigando. Iba con Dolf en la cruzada.

- Frank: Es un hijo de un curtidor venía de Colonia. Al parecer tenía 14 años el cual no estaba claro la razón por la que se había unido a esta cruzada.

- Peter: Era de baja estatura y fuerte complexión, era un nadador con sólidos puños, tenía 12 años. Había vivido a orillas de un lago en las posesiones del arzobispo de Colonia , al este de la ciudad. En la Cruzada se convirtió en el encargado de pesca. Después de la tragedia en Génova se vuelve una persona fría y despiadada.

- Hans: Sus conocimientos sobre los árboles y animales parecían ilimitados ya que su padre era leñador. Muere durante la batalla del valle del Po.

- Bertho: Alto y fuerte muchacho que no quería hablar de su pasado, ya que se sentía culpable.

- Dom Thaddeus: Sacerdote de un pueblo vecino de la ciudad donde Dolf se perdió, se unió a la Cruzada cuando esta pasó cerca de su ciudad.

- Dom Anselmus y Dom Augustus: Simulando ser frailes, y bajo las órdenes de Boglio(un pirata), conducen a la cruzada al mercado negro de esclavos, aunque no lo consiguen. Dom Augustus se arrepiente de sus actos.

- Nicolás: Es un zagal. Engañado por los falsos frailes, cree ser un enviado divino, y era el jefe de la Cruzada. Muere tiempo después de llegar a Génova, debido a que fue asesinado durante la batalla con Ludovico.

- Carolus: Joven de noble cuna que se coronaría rey a su llegada a Jerusalén de no ser por su muerte, antes de llegar a Génova, por el miserere (apendicitis), enfermedad que en aquella época era mortal. Él era quien le daba ánimo a los demás pequeños seguir la cruzada.

- Fredo: Robusto muchacho, hijo de un noble caballero, que en la Cruzada se convirtió en el encargado del orden, abandona esta justo antes de comenzar la subida al Karwendel

- Hilda: Era conocida como Hilda de Marburgo, siendo hija del conde Lugding, se crio en el palacio de su tío (el arzobispo de Colonia), vivió con monjas, y su tío le ordenó que se viajase en la cruzada junto con uno de sus guardias, Carolus. Ya dentro de ella, se convirtió en la encargada de enfermería.

- Frieda: Hija de un siervo, sabía mucho de bayas, hierbas y raíces comestibles. Se quedó encargada de la enfermería cuando Hilda se quedó con el duque de Génova. Fue acogida por el oficial de Perusa.

- Gardulfo: Panadero de Rottweil, quien, con su ayuda de Frank y Rudolf, consiguieron hacer 800 hogazas de pan para evitar que los niños de la Cruzada perecieran de hambre.

- Wilhelm: Muchacho robusto, siempre dispuesto a ayudar a Dolf y dueño de un hacha el cual les ayudó a cortar ramas que se encontraban en el camino. Muere atacado por un oso durante el cruce de los Alpes.